# ضاحية كايونغا
ضاحية كايونغا (بالإنجليزية: Kayunga District)‏ هي منطقة في وسط أوغندا. سميت على اسم مدينتها الرئيسية، كايونغا.

## جغرافية
يحد ضاخية كايونغا منطقة أمولاتار من الشمال، وضاحية بوييندي من الشمال الشرقي، وضاحية كامولي من الشرق، وضاحية جينجا من الجنوب الشرقي، وضاحية بويكوه من الجنوب، وضاحية موكونو من الجنوب الغربي، وضاحية لويرو من الغرب، وضاحية ناكاسونجولا. إلى الشمال الغربي. يقع المقر الرئيسي لمنطقة كايونغا على بعد حوالي 74 كيلومترًا (46 ميلًا) شمال شرق كمبالا، على طريق سريع مدرج صالح لجميع الأحوال الجوية.

## التاريخ
تم اقتطاع ضاحية كايونغا من منطقة موكونو في ديسمبر 2000. وتتكون المنطقة من مقاطعتين، مقاطعة ببال ومقاطعة نتينجيرو. وتغطي مساحة 1587.8 كيلومتر مربع (613.1 ميل مربع).

## سكان
في عام 2012، قُدر عدد سكان المنطقة بنحو 358,700 نسمة، مقارنة بـ 236,200 نسمة في عام 1991 و294,600 نسمة في عام 2002. وفقًا للتعداد الوطني للإسكان والسكان لعام 2014، بلغ عدد سكان كايونyا حوالي 368.064 نسمة منهم 181.920 (49٪) من الذكور و186.142 (51٪) من الإناث. وكانت الكثافة السكانية في ذلك الوقت 231 نسمة لكل كيلومتر مربع.
أعضاء من أكثر من 75٪ من قبائل أوغندا يقيمون في المنطقة.